# Massimo Rosi
Massimo Rosi (Castelfranco di Sotto, 11 febbraio 1944 – Livorno, 28 dicembre 1995) è stato un nuotatore italiano.

## Biografia
Nato nel 1944 a Castelfranco di Sotto, in provincia di Pisa, a 16 anni ha partecipato ai Giochi olimpici di Roma 1960, nei 400 m stile libero, uscendo in batteria, 6º con il tempo di 4'45"1, e nei 1500 m stile libero, venendo eliminato anche in questo caso in batteria, 5º in 19'52"9.
In carriera ha preso parte anche agli Europei di Lipsia 1962.